# Mistrovství Evropy v basketbalu žen 1976
15. mistrovství Evropy v basketbalu žen proběhlo v dnech 20. – 29. května v francouzských městech Clermont-Ferrand, Moulins, Mont-Dore a Vichy.
Turnaje se zúčastnilo 12 týmů, rozdělených do tří čtyřčlenných skupin, z nichž první dva postoupily do finálové skupiny, kde se hrálo o medaile. Týmy, které v základních skupinách skončily na třetím a čtvrtém místě hrály o 7. – 10. místo. Mistrem Evropy se stalo družstvo Sovětského svazu.

## Výsledky a tabulky

### Skupina A
|    |            | URS    | YUG    | ROM    | BEL    | V | P | Skóre   | B |
| 1. | SSSR       | ***    | 110:59 | 127:60 | 127:48 | 3 | 0 | 364:167 | 6 |
| 2. | Jugoslávie | 59:110 | ***    | 71:70  | 97:71  | 2 | 1 | 227:251 | 5 |
| 3. | Rumunsko   | 60:127 | 70:71  | ***    | 113:65 | 1 | 2 | 243:263 | 4 |
| 4. | Belgie     | 48:127 | 71:97  | 65:113 | ***    | 0 | 3 | 184:337 | 3 |

 Jugoslávie –  Belgie 97:71 (47:45)
20. května 1976 (18:30)
 SSSR –  Rumunsko 127:60 (55:26)
20. května 1976 (20:30)
 Rumunsko –  Belgie 111:65 (47:30)
21. května 1976 (18:30)
 SSSR –  Jugoslávie 110:59 (49:28)
21. května 1976 (20:30)
 SSSR –  Belgie 127:48 (63:32)
22. května 1976 (19:00)
 Jugoslávie –  Rumunsko 71:70 (32:28)
22. května 1976 (21:00)

### Skupina B
|    |          | POL   | ITA   | HUN   | GER   | V | P | Skóre   | B |
| 1. | Polsko   | ***   | 74:56 | 64:63 | 62:60 | 3 | 0 | 200:179 | 6 |
| 2. | Itálie   | 56:74 | ***   | 55:43 | 59:53 | 2 | 1 | 170:170 | 5 |
| 3. | Maďarsko | 63:64 | 43:55 | ***   | 55:44 | 1 | 2 | 161:163 | 4 |
| 4. | Německo  | 60:62 | 53:59 | 44:55 | ***   | 0 | 3 | 157:176 | 3 |

 Maďarsko –  Německo 55:44 (29:19)
20. května 1976 (18:30) – Le Mont-Dore
 Polsko –  Itálie 74:56 (36:27)
20. května 1976 (20:30) – Le Mont-Dore
 Itálie –  Německo 59:53 (31:31)
21. května 1976 (18:30) – Le Mont-Dore
 Polsko –  Maďarsko 64:63 (32:29)
21. května 1976 (20:30) – Le Mont-Dore
 Polsko –  Německo 62:60 (25:28)
22. května 1976 (15:00) – Le Mont-Dore
 Itálie –  Maďarsko 55:43 (28:23)
22. května 1976 (17:00) – Le Mont-Dore

### Skupina C
|    |            | TCH   | BUL   | ESP   | NED   | V | P | Skóre   | B |
| 1. | ČSSR       | ***   | 67:48 | 69:34 | 86:54 | 3 | 0 | 222:136 | 6 |
| 2. | Bulharsko  | 48:67 | ***   | 72:62 | 73:69 | 2 | 1 | 193:198 | 5 |
| 3. | Španělsko  | 34:69 | 62:72 | ***   | 57:56 | 1 | 2 | 153:197 | 4 |
| 4. | Nizozemsko | 54:86 | 69:73 | 56:57 | ***   | 0 | 3 | 179:216 | 3 |

 Bulharsko –  Španělsko 72:62 (39:25)
20. května 1976 (18:30)
 ČSSR –  Nizozemsko 86:54 (38:33)
20. května 1976 (20:30)
 Španělsko –  Nizozemsko 57:56 (37:25)
21. května 1976 (18:30)
 ČSSR –  Bulharsko 67:48 (32:27)
21. května 1976 (20:30)
 ČSSR –  Španělsko 69:34 (35:17)
22. května 1976 (18:30)
 Bulharsko –  Nizozemsko 73:69 (37:41)
22. května 1976 (20:30)

### Finále
|    |            | URS     | TCH    | BUL    | FRA   | YUG     | POL    | ITA    | V | P | Skóre   | B  |
| 1. | SSSR       | ***     | 62:30  | 96:57  | 83:56 | 110:59* | 95:46  | 90:49  | 6 | 0 | 536:297 | 12 |
| 2. | ČSSR       | 30:62   | ***    | 67:48* | 62:56 | 64:59   | 91:63  | 60:51  | 5 | 1 | 374:339 | 11 |
| 3. | Bulharsko  | 57:96   | 48:67* | ***    | 53:50 | 54:53   | 71:64  | 56:65  | 3 | 3 | 339:395 | 9  |
| 4. | Francie    | 56:83   | 56:62  | 50:53  | ***   | 70:60   | 53:52  | 58:61  | 2 | 4 | 343:351 | 8  |
| 5. | Jugoslávie | 59:110* | 59:64  | 53:54  | 60:70 | ***     | 90:81  | 75:65  | 2 | 4 | 396:444 | 8  |
| 6. | Polsko     | 46:95   | 63:91  | 64:71  | 52:53 | 81:90   | ***    | 74:56* | 1 | 5 | 380:456 | 7  |
| 7. | Itálie     | 49:90   | 51:60  | 65:56  | 41:58 | 65:75   | 56:74* | ***    | 1 | 5 | 327:413 | 7  |

- S hvězdičkou = zápasy započítané ze základní skupiny.

 ČSSR –  Polsko 91:63 (45:30)
24. května 1976 (17:00) – Clermont-Ferrand
 SSSR –  Bulharsko 96:57 (46:28)
24. května 1976 (19:00) – Clermont-Ferrand
 Francie –  Itálie 58:41 (28:25)
24. května 1976 (20:45) – Clermont-Ferrand
 Bulharsko –  Jugoslávie 54:53 (25:23)
25. května 1976 (17:00) – Clermont-Ferrand
 ČSSR –  Francie 62:56 (32:24)
25. května 1976 (19:00) – Clermont-Ferrand
 SSSR –  Polsko 52:23 (49:25)
25. května 1976 (20:45) – Clermont-Ferrand
 ČSSR –  Itálie 60:51 (27:27)
26. května 1976 (17:00) – Clermont-Ferrand
 Jugoslávie –  Polsko 90:81pp (36:40, 75:75)
26. května 1976 (19:00) – Clermont-Ferrand
 SSSR –  Francie 83:56 (38:29)
26. května 1976 (20:45) – Clermont-Ferrand
 Francie –  Jugoslávie 70:60 (34:37)
27. května 1976 (17:00) – Clermont-Ferrand
 SSSR –  Itálie 90:49 (52:23)
27. května 1976 (19:00) – Clermont-Ferrand
 Bulharsko –  Polsko 71:64 (34:42)
27. května 1976 (20:45) – Clermont-Ferrand
 Jugoslávie –  Itálie 75:65 (33:28)
28. května 1976 (17:00) – Clermont-Ferrand
 SSSR –  ČSSR 62:30 (19:7)
28. května 1976 (19:00) – Clermont-Ferrand
 Bulharsko –  Francie 53:50 (26:28)
28. května 1976 (20:45) – Clermont-Ferrand
 ČSSR –  Jugoslávie 64:59 (33:24)
29. května 1976 (13:00) – Clermont-Ferrand
 Francie –  Polsko 53:52 (30:24)
29. května 1976 (15:00) – Clermont-Ferrand
 Itálie –  Bulharsko 65:56 (34:28)
29. května 1976 (16:45) – Clermont-Ferrand

### O 8. - 13. místo
|     |            | HUN    | ROM     | ESP    | NED    | BEL     | GER    | V | P | Skóre   | B  |
| 8.  | Maďarsko   | ***    | 67:56   | 64:60  | 73:65p | 87:57   | 55:44* | 5 | 0 | 346:282 | 10 |
| 9.  | Rumunsko   | 56:67  | ***     | 82:62  | 81:57  | 113:65* | 71:54  | 4 | 1 | 403:305 | 9  |
| 10. | Španělsko  | 60:64  | 62:82   | ***    | 57:56* | 73:51   | 41:50  | 2 | 3 | 293:303 | 7  |
| 11. | Nizozemsko | 65:73p | 57:81   | 56:57* | ***    | 63:46   | 70:68  | 2 | 3 | 311:325 | 6  |
| 12. | Belgie     | 57:87  | 65:113* | 51:73  | 46:63  | ***     | 68:67  | 1 | 4 | 287:403 | 6  |
| 13. | Německo    | 44:55* | 54:71   | 50:41  | 68:70  | 67:68   | ***    | 1 | 4 | 283:305 | 6  |

- S hvězdičkou = zápasy započítané ze základní skupiny.

 Maďarsko –  Nizozemsko 73:65pp (25:29, 59:59)
24. května 1976 (13:00)
 Německo –  Španělsko 50:41 (23:26)
24. května 1976 (15:00)
 Rumunsko –  Nizozemsko 81:57 (48:25)
25. května 1976 (13:00)
 Španělsko –  Belgie 73:51 (37:32)
25. května 1976 (15:00)
 Rumunsko –  Německo 71:54 (40:32)
26. května 1976 (13:00)
 Maďarsko –  Belgie 87:57 (38:30)
26. května 1976 (15:00)
 Belgie –  Německo 68:67 (33:34)
27. května 1976 (13:00)
 Maďarsko –  Rumunsko 67:56 (31:28)
27. května 1976 (15:00)
 Nizozemsko –  Německo 70:68 (38:41)
28. května 1976 (13:00)
 Maďarsko –  Španělsko 64:60 (35:35)
28. května 1976 (15:00)
 Nizozemsko –  Belgie 63:46 (33:31)
29. května 1976 (13:00)
 Rumunsko –  Španělsko 82:62 (42:30)
29. května 1976 (15:00)

## Soupisky
1.  SSSR
| - Uljana Semjonovová - Olga Sucharnovová - Nelli Ferjabnikovová - Vida Šulskytė - Natalja Klimovová | - Raisa Kurvjakovová - Tamara Dauneneová - Alexandra Ovčinikovová - Naděžda Sacharovová | - Taťjana Ovečkinová - Olga Baryševová - Naděžda Šuvajevová - Angelė Rupšienė |

2.  ČSSR
| - Hana Jarošová - Božena Miklošovičová - Ivana Kořínková - Dana Klimešová | - Pavla Davidová - Martina Jirásková - Lenka Nechvátalová - Yvetta Pollaková | - Vlasta Vrbková - Ludmila Králíková - Ľudmila Chmelíková - Martina Babková - Trenéři: Jindřich Drásal, Jan Karger |

## Konečné pořadí
| Pořadí           | Tým        | Z | V | P | Skóre   | B  |
| ---------------- | ---------- | - | - | - | ------- | -- |
| Zlatá medaile    | SSSR       | 8 | 8 | 0 | 790:405 | 16 |
| Stříbrná medaile | ČSSR       | 8 | 7 | 1 | 529:427 | 15 |
| Bronzová medaile | Bulharsko  | 8 | 5 | 3 | 484:526 | 13 |
| 4.               | Francie    | 6 | 2 | 4 | 343:351 | 8  |
| 5.               | Jugoslávie | 8 | 4 | 4 | 564:585 | 12 |
| 6.               | Polsko     | 8 | 3 | 5 | 506:579 | 11 |
| 7.               | Itálie     | 8 | 3 | 5 | 441:508 | 11 |
| 8.               | Maďarsko   | 7 | 5 | 2 | 452:401 | 12 |
| 9.               | Rumunsko   | 7 | 4 | 3 | 533:503 | 11 |
| 10.              | Španělsko  | 7 | 2 | 5 | 389:444 | 9  |
| 11.              | Nizozemsko | 7 | 2 | 5 | 434:484 | 9  |
| 12.              | Belgie     | 7 | 1 | 6 | 406:627 | 8  |
| 13.              | Německo    | 7 | 1 | 6 | 396:426 | 8  |